# اندیس جلال‌آباد
جلال آباد یک اندیس فلزی است که در حوالی شهر قزوین استان قزوین قرار دارد و مادهٔ معدنی موجود در آن، مس است.سنگ میزبان این اندیس ولکانیک است و دیرینگی آن به دوران ترشیری می‌رسد. در این اندیس، پاراژنز‌های سولفورها یافت می‌شوند.